# Evan Olson
Evan Olson (* 26. Juli 1997) ist ein Ruderer aus den Vereinigten Staaten. Er war 2024 Olympiadritter im Achter.

## Sportliche Karriere
Olson graduierte 2019 an der University of Washington. 2024 war er Post-Graduate-Student an der Oxford Brookes University.
Bei den U23-Weltmeisterschaften 2017 gewann Olsen im Vierer mit Steuermann die Bronzemedaille. Zwei Jahre später wurde er in der gleichen Bootsklasse Sechster bei den U23-Weltmeisterschaften 2019.
2023 nahm Olson erstmals an den Weltmeisterschaften in der Erwachsenenklasse teil. Zusammen mit William Bender erreichte er den fünften Platz im Zweier ohne Steuermann. 2024 bildete Bender den Zweier mit Oliver Bub. Olson wechselte in den Achter. Am 21. Mai 2024 gewann der US-Achter in Luzern die Qualifikationsregatta der letzten Chance. In Luzern bestand die Besatzung aus Henry Hollingsworth, Nicholas Rusher, Christian Tabash, Clark Dean, Christopher Carlson, Peter Chatain, Evan Olson, Pieter Quinton und Steuermann Rielly Milne. In dieser Besetzung trat der Achter auch bei den Olympischen Spielen in Paris an. Dort siegte der britische Achter vor den Niederländern, 1,36 Sekunden dahinter überquerte das Boot aus den Vereinigten Staaten die Ziellinie. Die viertplatzierten Deutschen kamen viereinhalb Sekunden später ins Ziel.